# Sphingonotus rufipes
Sphingonotus rufipes är en insektsart som beskrevs av Predtechenskii 1936. Sphingonotus rufipes ingår i släktet Sphingonotus och familjen gräshoppor. Inga underarter finns listade i Catalogue of Life.